# Zoom (miniserie)
Zoom, acércate al amor es la primera miniserie chilena realizada y emitida por el programa juvenil de Mega Mekano, durante 2003; con esta serie comenzaron a revivir el área dramática del canal.

## Argumento
Narra la historia de un grupo de jóvenes de distintas clases sociales, que por cosa del destino se conocen en el verano para vivir unas experiencias, que terminarán en una pena enorme para sus vidas.
Además de poseer un elenco joven y no tan reconocido llevó al éxito a Mekano y comenzaron desde esta primera miniserie a ser reconocidos por su área dramática.

## Elenco
- Sergio Aguirre como Daniel.
- Philippe Trillat como Javier.
- Carla Jara como Florencia.
- Pía Ciccero como ?
- Rony Munizaga como ?
- Marcela Belmar como ?

| Predecesor: - | Telenovela juvenil de MEGA Anual 2003 | Sucesor: Amores urbanos |

- Datos: Q3576042